# اوتیتیس اکسترنا
اوتیتیس اکسترنا (به انگلیسی: Otitis externa) همچنین اوتیتیس خارجی که بیشتر تحت عنوان بیماری گوش شناگران هم مشهور است، گونه‌ای التهاب در مجرای گوش است. این بیماری اغلب اوقات با گوش درد، تورم مجرای گوش و گاهی کاهش شنوایی (کم شنوایی) همراه است تب شدید معمولاً به جز در موارد شدید این بیماری وجود ندارد.
اوتیتیس خارجی می‌تواند حاد باشد (کمتر از ۶ هفته به طول می‌انجامد) و در عین حال، مزمن بوده و بیش از ۳ ماه به طول انجامد. موارد حاد معمولاً به دلایل باکتری بیماری‌زا است در حالی که موارد مزمن این بیماری، ناشی از آلرژی و اختلالت بیماری خودایمنی است. شایع‌ترین علت اوتیتیس خارجی، تحت تأثیر عوامل باکتریایی است. عوامل خطرناک در موارد حاد می‌تواند شامل شنا، ترومای جزئی ناشی از تمیز کردن گوش، استفاده از سمعک و گوش‌گیر و سایر مشکلات پوستی مانند پسوریازیس و درماتیت باشد.
در موارد کمتر پیشرفته و غیر حاد این بیماری، محلول قطره گوش استیک اسید ممکن است به‌عنوان یک اقدام ابتدایی و پیشگیرانه مورد استفاده قرار گیرد. هر چند، برای مقابله با درمان حاد معمولاً قطره‌های آنتی‌بیوتیک همچون افلوکساسین موارد استفاده دارد. قطره‌های کورتیکواستروئید نیز علاوه بر آنتی‌بیوتیک‌ها با توجه به تشخیص و نظر پزشک معالج ممکن است برای درمان کمک گرفته شوند.

## نگارخانه

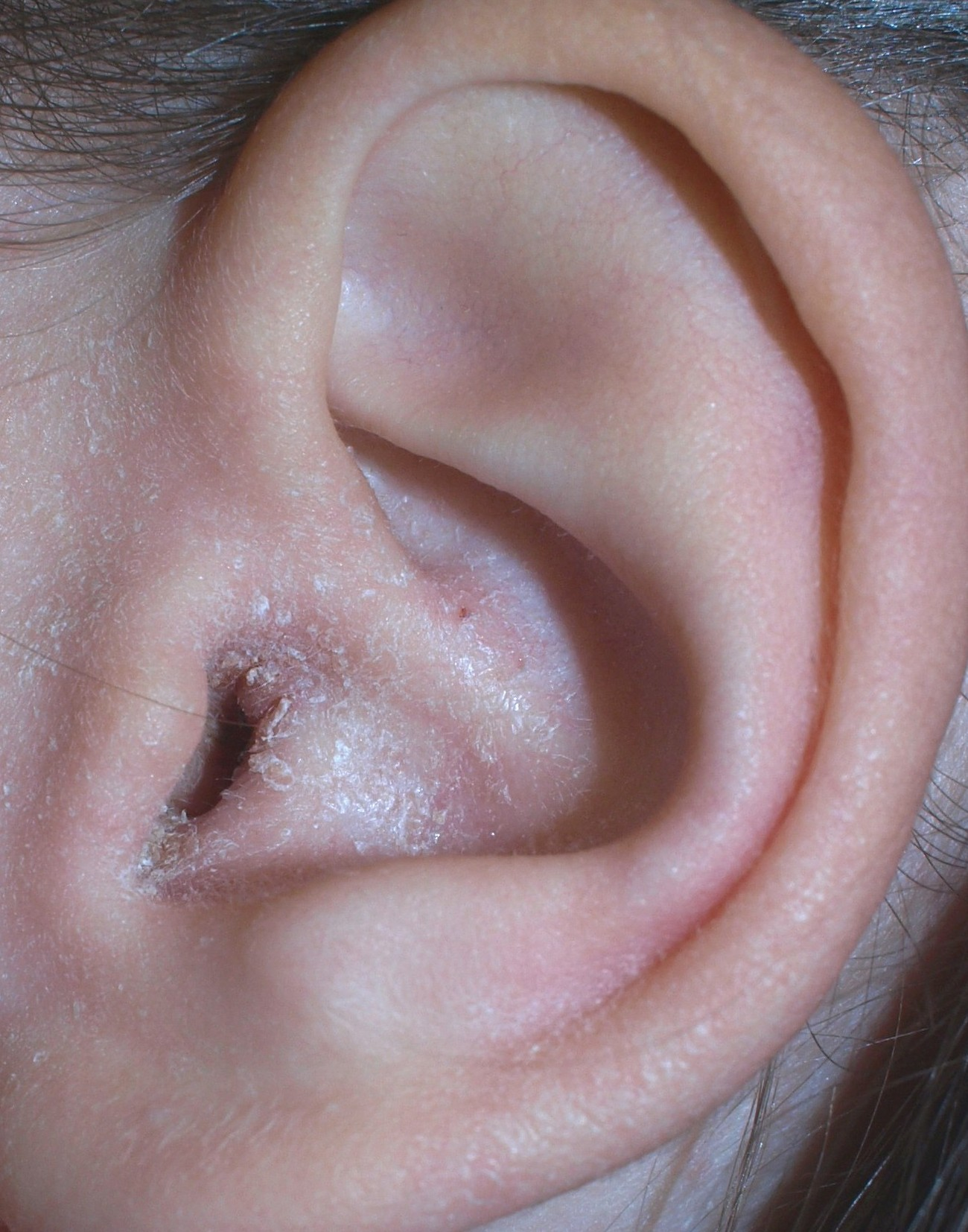